# Blue Note Jazz Club

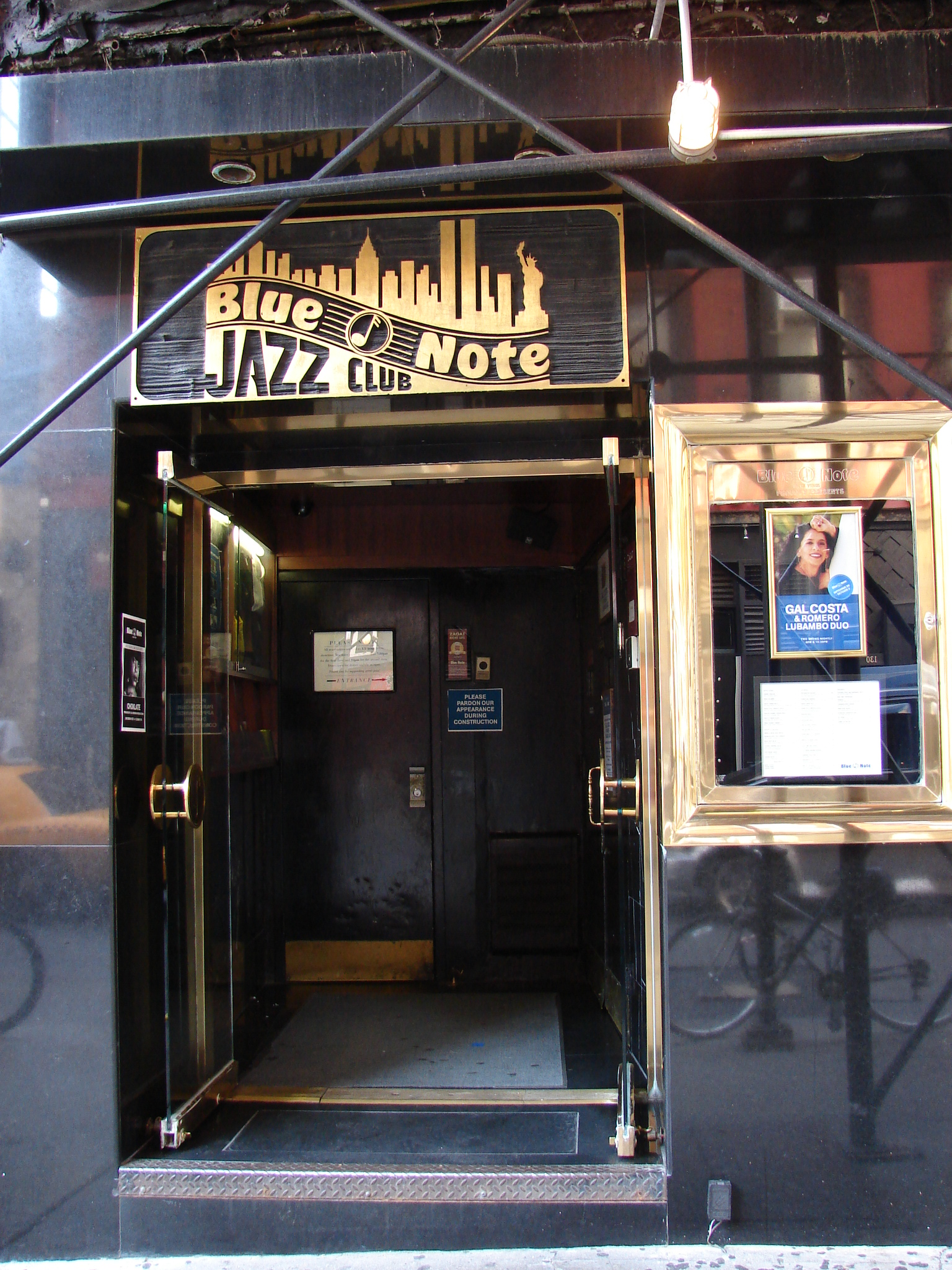
Blue Note en Greenwich Village, Nueva York.

Blue Note es un restaurante y club de jazz situado en el número 131 del oeste de la calle 3 en Greenwich Village, New York. Abierto en 1981 por Danny Bensusan, es considerado actualmente uno de los escenarios de jazz más famosos del mundo. Programa actuaciones todas las noches a las 8:00 p. m. y 10:30 p. m., un jazz brunch los domingos a las 12:30 p. m. y 2:30 p. m. con actuaciones en directo, y las Late Night Groove Series con conciertos a las 12:30 a. m. los sábados y domingos.
Además de su sede principal en Nueva York, el club también mantiene locales en Tokio y Nagoya, Japón; y Milán, Italia. En el pasado también contó con establecimientos en Osaka y Fukuoka, Japón; Seúl, Corea del Sur y Las Vegas, Nevada.

## Half Note Records
Blue Note cuenta con un sello discográfico llamado Half Note Records. Numerosos músicos han grabado álbumes en directo en el Blue Note, editándolos luego en este sello, incluyendo a James Carter, Avishai Cohen, Elvin Jones, Odean Pope, Charles Tolliver, Jeff "Tain" Watts, Kenny Werner y otros. Desde su creación en 1998, el sello ha expandido su ámbito a las grabaciones de estudio, incluyendo el álbum de McCoy Tyner de 2008 Guitars y el de Kenny Werner No Beginning, No End, publicado en 2010.